# San Martín de Porres
San Martín de Porres é uma telenovela mexicana, produzida pela Televisa e exibida em 1964 pelo Telesistema Mexicano.

## Elenco
- Magda Guzmán
- René Muñoz
- Josefina Escobedo
- Jorge del Campo